# 张宇璇
张宇璇（1994年8月19日—），中国女子网球运动员。